# Belarussische Poolbillard-Meisterschaft 2014
Die belarussische Poolbillard-Meisterschaft 2014 war die vierte Austragung der nationalen Meisterschaft in der Billardvariante Poolbillard. Sie fand vom 15. bis 19. Dezember 2014 in der belarussischen Hauptstadt Minsk statt. Gespielt wurden die Disziplinen 8-Ball, 9-Ball, 10-Ball und 14/1 endlos in den Kategorien Herren und Damen.
Erfolgreichste Spielerin des Turniers war Marharyta Fjafilawa, die alle drei Damenwettbewerbe gewann und dabei insbesondere ihre beiden Titel aus dem Vorjahr verteidigen konnte. Dsmitryj Tschuprou wurde in zwei Disziplinen belarussischer Meister. Die beiden weiteren Titel gewannen Anton Oksenjuk und Uladsislau Zyrykau.

## Medaillengewinner
| Disziplin            | Gold                | Silber                  | Bronze                   |
| -------------------- | ------------------- | ----------------------- | ------------------------ |
| Herren – 14/1 endlos | Dsmitryj Tschuprou  | Dsmitryj Hryb           | Aljaksandr Hapejeu       |
| Herren – 14/1 endlos | Dsmitryj Tschuprou  | Dsmitryj Hryb           | Uladsislau Zyrykau       |
| Herren – 8-Ball      | Anton Oksenjuk      | Dsmitryj Tschuprou      | Aljaksandr Schdanowitsch |
| Herren – 8-Ball      | Anton Oksenjuk      | Dsmitryj Tschuprou      | Uladsislau Zyrykau       |
| Herren – 9-Ball      | Dsmitryj Tschuprou  | Uladsislau Zyrykau      | Dsmitryj Hryb            |
| Herren – 9-Ball      | Dsmitryj Tschuprou  | Uladsislau Zyrykau      | Aljaksandr Schdanowitsch |
| Herren – 10-Ball     | Uladsislau Zyrykau  | Dsmitryj Hryb           | Dsmitryj Tschuprou       |
| Herren – 10-Ball     | Uladsislau Zyrykau  | Dsmitryj Hryb           | Uladsislau Les           |
| Damen – 8-Ball       | Marharyta Fjafilawa | Natallja Koslouskaja    | Alena Asmalawa           |
| Damen – 8-Ball       | Marharyta Fjafilawa | Natallja Koslouskaja    | Palina Tschernik         |
| Damen – 9-Ball       | Marharyta Fjafilawa | Anastassija Chinewitsch | Natallja Koslouskaja     |
| Damen – 9-Ball       | Marharyta Fjafilawa | Anastassija Chinewitsch | Wolha Turawez            |
| Damen – 10-Ball      | Marharyta Fjafilawa | Natallja Koslouskaja    | Palina Tschernik         |
| Damen – 10-Ball      | Marharyta Fjafilawa | Natallja Koslouskaja    | Julija Kukareka          |